# Sexta categoría de fútbol en Uruguay
La Sexta División de Uruguay fue la última categoría de fútbol organizado por la Asociación Uruguaya de Fútbol y solo se disputó en 1966.
Disputaron ese campeonato: Casa Armenia, Casa D’ Italia, Centenario Juniors, Deportivo Interior, Deportivo Municipal, Engraw, Gustavo Volpe, HuranCerrit, Olímpico Duilio, Oriental, Rubén Darío, San Lorenzo Unión, Sportivo Soriano, Villa Colón y Villa Teresa.

## Campeones Sexta División

### Títulos por año

#### Divisional Extra "C"
| Divisional Extra "C" |                    |           |            |
| Año                  | Campeón            | Resultado | Subcampeón |
| 1966                 | Centenario Juniors |           |            |

### Títulos por equipo
| Campeones de la Sexta Categoría |                    |         |                      |      |
| Pos.                            | Equipo             | Títulos | Divisional Extra "C" | 1966 |
| 1°                              | Centenario Juniors | 1       | 1966                 |      |